# Jama ka Ndaba
Jama ka Ndaba (* um 1757; † 1781) war ein Herrscher der Zulu in Südafrika. Er wurde nach dem Tod seines Vaters Ndaba ka Mageba im Jahre 1763 als dessen Nachfolger zum König der Zulu ernannt. Seine Regentschaft dauerte bis zu seinem Tod im Jahre 1781 an.